# ミラクル・エスパーズ!
『ミラクル・エスパーズ!』（Misfits of Science）は、1985年にアメリカ合衆国のユニヴァーサルテレビにより製作されたアクションコメディSFテレビドラマ。アメリカでのテレビ放映は1985年10月4日。

## スタッフ
- 監督・脚本：ジェイムズ・D・バリオット
- 製作：ディーン・ザネトス
- 音楽：ベイジル・ポールドゥリス

## キャスト
ビリー（ビル）・ハイエス博士
演 - ディーン・ポール・マーチン
青年科学者。冷凍人間の調査を任されたことが発端で研究所をクビになる。上司が地球滅亡につながりかねない兵器研究に加担していることを知り、それを阻止するために冷凍人間や知り合いの超能力者をスカウトして「ミラクル・エスパーズ」を結成する。彼自身は超能力を持っていない。
エルヴィン（エル）・リンカーン博士
演 - ケヴィン・ピーター・ホール
ビルの友人。肉体を縮小する薬品を発明した科学者。これを服用すると手のひらサイズに縮小される。持続時間は15分間。黒人で長身というだけでバスケットボールが上手いに違いないという偏見を持たれがちだが、実はバスケットボールが致命的にヘタなため、それを言われることを真剣に嫌がっている。この自分の長身へのコンプレックスから人体縮小の研究にのめりこんだ。
ジョニー・ブコウスキー
演 - マーク・トーマス・ミラー
元ロック歌手の電気人間。「ジョニー・B.グッド」のメロディーに合わせて電撃を放つ。短時間なら超高速での移動も可能。弱点は水。
グロリア・ディナロ
演 - コートニー・コックス
ビルの恋人。ジェーンの能力テストを担当していた。
ジェーン・ミラー
演 - ジェニファー・ホームズ
女子高生。サイコキネシスの持ち主。
アーサー・ベイフネイター
演 - ミッキー・ジョーンズ
50年間冷凍されていた冷凍人間。触れたものを一瞬で凍らせる能力を持つが、体温が29℃を超えると死んでしまう。アイスクリーム用の保冷車で移動する。
モンキースト博士
演 - エリック・クリスマス
ビルの元上司。軍と協力して中性子光線兵器の製造に取り組む。